# Expulsió
Expulsió o expulsat pot referir-se a:

## General
- Expulsió (educació), extracció d'un estudiant d'una escola o universitat per severes o repetitives violacions de polítiques.
- Expulsió del Congrés dels Estats Units, la més greu de les mesures disciplinàries que es poden prendre contra un membre del Congrés
- Expulsió fetal, resultant en un part o avortament involuntari

## Mitjans
- Expelled (pel·lícula), 2014
- Expelled: No Intelligence Allowed, documental de 2008
- The Expelled, grup anglès de punk/rock
- L'Expulsió, pel·lícula alemanya de 1923
- Expulsion, grup suec de doom/death metal